# Иванечка Жељезница
Иванечка Жељезница је насељено место у Републици Хрватској у Вараждинској жупанији. Административно је у саставу града Иванца. Простире се на површини од 5,83 км2
Иванечка Жељезница се налазе 16 км југозападно од центра жупаније Вараждина.

## Становништво
На попису становништва 2011. године, Иванечка Жељезница је имала 253 становника.
Према попису становништва из 2001. године у насељу Иванечка Жељезница живело је 272 становника. који су живели у 77 породичних домаћинстава Густина насељености је 46,66 становника на км2
Кретање броја становника по пописима 1857—2001.
| година пописа  | 1857. | 1869. | 1880. | 1890. | 1900. | 1910. | 1921. | 1931. | 1948. | 1953. | 1961. | 1971. | 1981. | 1991. | 2001. |
| бр. становника | 0     | 0     | 0     | 0     | 13    | 96    | 82    | 280   | 357   | 374   | 339   | 345   | 305   | 284   | 272   |

'Напомена:Исказује се од 1900. под именом Жељезница. У 1910. носи име Иванечка Жељезница.

## Попис1991.
На попису становништва 1991. године, насељено место Иванечка Жељезница је имало 284 становника, следећег националног састава:
| Попис 1991.‍ | Попис 1991.‍ | Попис 1991.‍ | Попис 1991.‍ | Попис 1991.‍ |
| ----------- | ----------- | ----------- | ----------- | ----------- |
|             |             |             |             |             |
| Хрвати      | Хрвати      |             | 284         | 100%        |
| укупно: 284 |             |             |             |             |